# KFC Markzonen Tollembeek
KFC Markzonen Tollembeek is een Belgische voetbalclub uit Tollembeek. De club is aangesloten bij de KBVB met stamnummer 4138 en heeft blauw en wit als clubkleuren.